# Pine Ridge Reservation

Flagge des Reservats

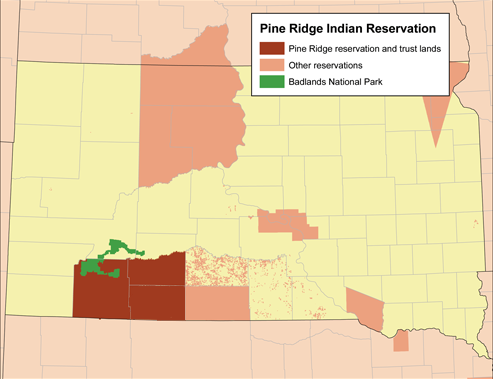
Lage des Pine-Ridge-Reservats in South Dakota auf dem Gebiet der Countys Oglala Lakota (westlich), Jackson (nordöstlich) und Bennett (südöstlich)

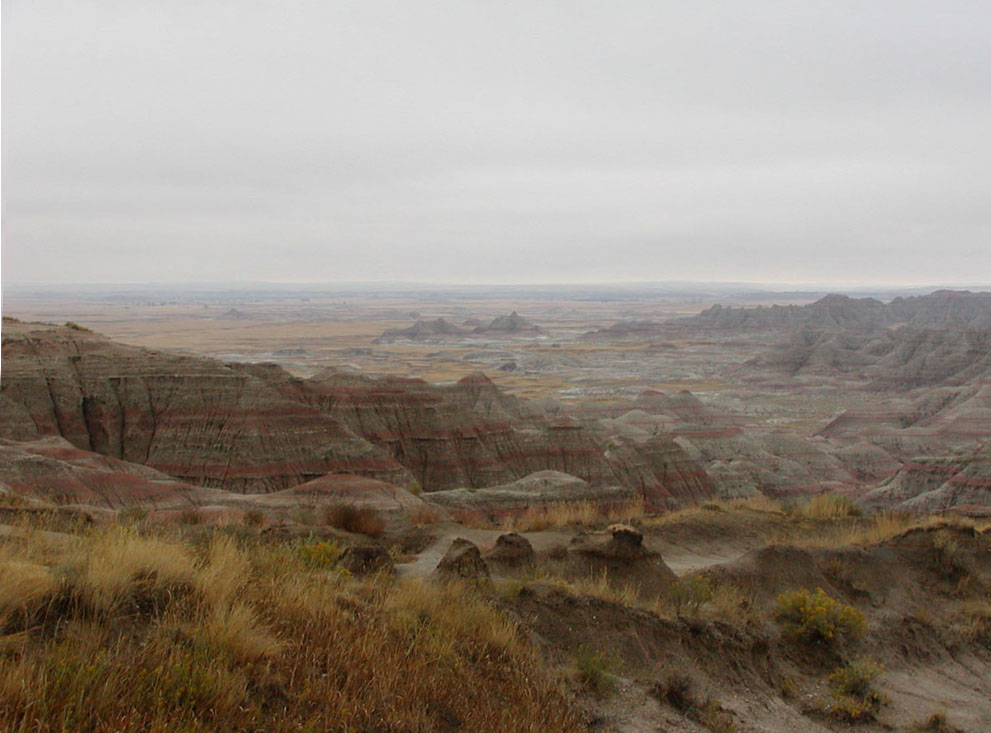
Die bekannten Badlands im nördlichen Teil der Reservation

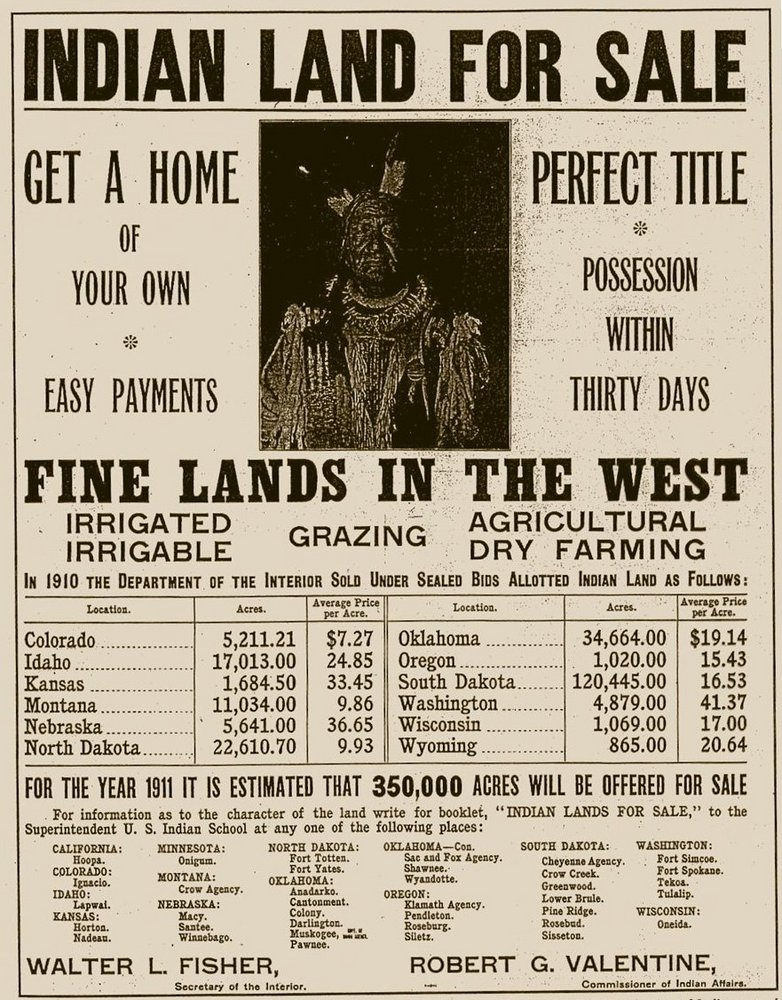
Anzeige für Verkauf von Land an Weiße aufgrund des 'Dawes Act' 1911

Die Pine Ridge Reservation (Lakota Oglala Oyanke) ist ein Indianerreservat im Südwesten des US-Bundesstaats South Dakota an der Grenze zu Nebraska. Das Reservat erstreckt sich über eine Fläche von etwa 11.000 km². Der Großteil des von Oglala-Lakota bewohnten Reservats liegt im Oglala Lakota County und Jackson County. Hauptort ist Pine Ridge.
Die Arbeitslosenquote in dem Reservat lag 2005 bei 89 %. Das Pro-Kopf-Einkommen liegt mit 7773 USD noch unterhalb des Durchschnitts aller US-Reservate (10.543 USD) und beträgt nur ein knappes Drittel des Pro-Kopf-Einkommens der USA. Damit leben 53,75 % der Bewohner von Pine Ridge unterhalb der Armutsgrenze. Mit einer Lebenserwartung von 47 Jahren für Männer und 55 Jahren für Frauen ist die Lebenserwartung der Bewohner des Reservates unterhalb des Niveaus der meisten afrikanischen Länder.
Etwa 75 Prozent der Haushalte auf Pine-Ridge sichern ihren Lebensunterhalt durch verschiedene traditionelle Formen der Subsistenzwirtschaft wie Jagd auf Kleinwild, Sammeln von Wildfrüchten, Wurzeln und Samen oder (seltener) etwas Gartenbau. Neben der Selbstversorgung werden diese Erzeugnisse auch an andere Lakota-Familien oder in den Städten um das Reservat verkauft.

## Geschichte
Die Pine Ridge Reservation war ursprünglich ein Teil der Great Sioux Reservation, die durch den Vertrag von Fort Laramie 1868 eingerichtet worden war und ursprünglich 240.000 km² in South Dakota, Nebraska und Wyoming umfasste. 1876 verletzte die US-Regierung den Vertrag von 1868 und öffnete 31.000 km² der Fläche des Reservats in den Black Hills für private Interessen. 1889 wurde die übrige Fläche des Sioux-Reservats in sieben separate Reservate aufgeteilt: Cheyenne River Reservation, Crow Creek Indian Reservation, Lower Brule Reservation, Rosebud Reservation, Sisseton Reservation, Yankton Reservation und Pine Ridge Reservation.
1911 wurde die Pine Ridge Reservation weiter verkleinert: Bennett County wurde als Folge des Allotment Act aus dem Reservat ausgegliedert, was jedoch bis heute nicht von den Oglala anerkannt wird. Gut die Hälfte der Bevölkerung von Bennett County sind heute Oglala, denen jedoch nur etwa ein Drittel des Landes gehört.
1942 beschlagnahmte die amerikanische Bundesregierung 1.383 km² des Reservats-Gebietes (zu diesem Zeitpunkt in Privatbesitz) zur Errichtung eines Bombenabwurf-Testgeländes für die United States Army Air Forces, genannt „Badlands Bombing Range“. 125 Familien mussten das Gebiet verlassen, da es massiv bombardiert wurde. Nach dem Krieg wurden Teile  des Geländes als Artillerie-Übungsgelände von der South Dakota National Guard verwendet, genannt „Badlands gunnery range“. Mit dem Gesetz Public Law 90-468 wurden 1968 202.357 Acres (818,91 km²) an das Reservat zurückgegeben. Das Gebiet war derzeit von Blindgängern verseucht. 2008 beschloss die US Air Force 1,6 Millionen Dollar in Aufräumarbeiten zu investieren. Am 3. Oktober 2011 wurden die letzten vier bekannten Blindgänger kontrolliert gesprengt. Die Besitzer der Grundstücke bekamen allerdings nie eine ausreichende Entschädigung.
Die Pine Ridge Reservation gehört zu den ärmsten Gegenden der Vereinigten Staaten. In den 1970er Jahren herrschten dort bürgerkriegsähnliche Zustände. Von 1972 bis 1976 war Dick Wilson Stammesvorstand der Oglala Lakota im Reservat. Während Wilsons Amtszeit kam es zu einer Reihe von gewaltsamen und bürgerkriegsähnlichen Auseinandersetzungen mit dem neuentstandenen American Indian Movement (AIM), dessen Aktivisten zumeist nicht aus den Reservaten kamen, sowie Polizeikräften und dem FBI. Mehrere Versuche, Wilson abzusetzen, scheiterten.
Bekannt wurde die Besetzung der Ortschaft Wounded Knee im Reservat am 27. Februar 1973 durch AIM-Aktivisten unmittelbar nach einem gescheiterten Amtsenthebungsverfahren gegen Wilson.
1975 kam es im Reservat zu einer Schießerei an der Jumping Bull Ranch, bei der zwei-FBI Agenten, Ronald A. Williams und Jack R. Coler, sowie ein AIM-Aktivist erschossen wurden. Von den vier AIM-Mitgliedern, die aufgrund der Schießerei verhaftet wurden, wurden zwei freigesprochen, bei einem das Verfahren eingestellt und der vierte, Leonard Peltier, in einem gesonderten und umstrittenen Verfahren zu lebenslanger Haft verurteilt. Das Verfahren erhielt weltweites Aufsehen, die Vorfälle wurden mehrmals verfilmt.
Im Reservat wurde der Spielfilm Smoke Signals gedreht. Die Handlung des Spielfilms Halbblut (Originaltitel Thunderheart) wurde unter anderem durch das oben beschriebene, sogenannte Pine Ridge shootout von 1973 inspiriert, und Regisseur Michael Apted drehte den Dokumentarfilm Zwischenfall in Oglala (OT: Incident at Oglala), der die Ereignisse von 1973 aufarbeitet. 2008 befasste sich der schweizerische Dokumentarfilm No More Smoke Signals, in dessen Mittelpunkt die Radiostation KILI steht, ebenfalls mit der Situation im Reservat.
Arbeitsplätze im Reservat entstehen inzwischen durch eigene Unternehmen, die indianische Produkte vermarkten. Tanka Bar, eine aus Büffelfleisch und Cranberrys bestehende, traditionelle Speise, wird inzwischen in 3000 Filialen in 49 US-Bundesstaaten angeboten. Dies geschieht über das von Karlene Hunter und Mark Tilsen gegründete Unternehmen Native American Natural Foods. Ein weiteres Unternehmen, das im Reservat produziert, ist Lakota Solar Enterprises, das Solarmodule für Heiz- und Kochtechnik herstellt. Es wurde von einem Nachfahren des Lakota-Häuptlings Red Cloud gegründet, von Henry Red Cloud.
Im August 2013 entschieden die Einwohner der Reservation in einer Volksabstimmung, das seit Gründung geltende Alkoholverbot aufzuheben. Damit soll die real bestehende Alkoholabhängigkeit einer großen Zahl an Einwohnern anerkannt, zugleich den außerhalb der Reservation gelegenen Grenzorten die Geschäftsgrundlage entzogen und die hohe Anzahl an Autounfällen alkoholisierter Reservatsbewohner bei der Heimkehr reduziert werden. Bis heute wurde das Ergebnis der Volksabstimmung nicht umgesetzt. Offiziell ist der Verkauf und Konsum von Alkohol weiterhin verboten. Siehe auch Whiteclay, Nebraska.